# 桃華月憚 音劇集
『桃華月憚 音劇集』（とうかげったん・おんげきしゅう）は、テレビアニメ『桃華月憚』のオリジナル・サウンドトラック。2007年7月18日にavex entertainmentから発売された。

キャッチコピーは、
| 「 | 幻想奇譚 恋絵巻を花飾する 錦綾なす音の万華鏡 | 」 |

## 概要
- 初回生産分のみ特典はピクチャーレーベル。
- 多田彰文が劇伴作曲を担当した全37曲のBGMと、オープニングテーマ「ゆめおぼろ」とエンディングテーマ「この世界がいつかは」のテレビサイズを収録。
- BGMは、作品の世界観に合わせた幻想的で純和風な作りになっている。
- ディスクジャケットのイラスト原画は、西田亜沙子が描き下ろしている。
- 作詞：望月智充（02、14、39）
- 作曲・編曲：多田彰文（01〜39）

## 曲目リスト
1. 待侘 -マチワビ- [0:15]
2. ゆめおぼろ（TV Sized） [1:31]
歌：犬飼真琴（喜多村英梨）、守東桃香（伊瀬茉莉也）、川壁桃花（早見沙織）
3. 天壌 -テンジョウ- [2:52]
4. 学窓 -ガクソウ- [2:15]
5. 章子 -ショウコ- [1:19]
6. 遊雅 -ユウガ- [0:58]
7. 胡蝶 -コチョウ- [2:50]
8. 麗跳 -レイチョウ- [2:05]
9. 爽朝 -ソウチョウ- [0:58]
10. 桃花 -モモカ- [1:23]
11. 静謐 -セイヒツ- [0:59]
12. 対蹠 -タイセキ- [2:33]
13. 吶喊 -トッカン- [1:49]
14. 童歌 -ワラベウタ- [1:16]
15. 吟詠 -ギンエイ- [3:26]
16. 桃香 -トウカ- [2:42]
17. 官能 -カンノウ- [1:22]
18. 春機 -シュンキ- [1:45]
19. 満保 -マンボ- [1:42]
20. 裸転 -ラテン- [1:24]
21. 忘我 -エクスタシー- [1:40]
22. 悪戯 -イタズラ- [1:17]
23. 乱肌 -ランバダ- [1:34]
24. 終世 -シュウセイ- [2:31]
25. 希望 -キボウ- [1:31]
26. 予感 -ヨカン- [1:51]
27. 想望 -ソウボウ- [2:02]
28. 前触 -マエブレ- [1:36]
29. 遠憶 -エンオク- [1:49]
30. 出来 -シュッタイ- [2:00]
31. 夢朧 -ユメオボロ- [0:54]
32. 龍皇 -リュウオウ- [1:03]
33. 闇宮 -ヤミミヤ- [2:02]
34. 鍾愛 -ショウアイ- [2:05]
35. 宿命 -シュクメイ- [1:56]
36. 石剣 -セキケン- [3:13]
37. 悉皆 -シッカイ- [3:21]
38. 再生 -サイセイ- [2:40]
39. この世界がいつかは（TV Sized Plus） [2:41]
歌：川壁桃花（早見沙織）

## スタッフ
- All Sound Produce & Compose：多田彰文

- Flute：旭孝、金子奈美
- Oboe：石橋雅一
- Clarinet：星野正
- Horn：南浩之グルーブ
- Trumpet：営坂雅彦グルーブ
- Trombone：松本治グルーブ
- Piano：松田真人
- Vocal：增山朱里乃[Track.14「童歌」]
- Strings：篠崎正嗣ストリングス

- Conductor、Synth & Programing、Drums & Percussions Bass、Elec、Guitar、Folk Guitar、Gut Guitar、Karimba琴、大正琴、横笛、三線、Toy Piano、Accordion、Ocarina Recorder、Soprano Saxophone、Alto Saxophone、Flute Clarinet、French Horn、Trumpet、Violin、Voice：多田彰文

- Recording Engineer：中村充時（IMAGINE）
- Recording Studio：Sound City
- Mixing Studio：APPO SOUND PROJECT
- Mastering Engineer：山本哲也（avex entertainment）
- Mastering Studio：avex studio

- Label Manager：鈴木篤志（avex entertainment）
- Contents Producer：桐山惠奈（avex entertainment）
- Sound Management：齊藤裕二、マサル（IMAGINE）

- Cover Illustration：西田亜沙子
- Jacket coordinator：吉川咲子（手塚企画）、池田達昭（avex marketing）

- Supervisor：高木政臣（avex entertainment）

- Special Thanks：辻谷耕史、望月智充、浦崎宣光（Studio DEEN）